# NGC 3141
NGC 3141 (другие обозначения — NPM1G -16.0304, PGC 29544) — спиральная галактика (Sc) в созвездии Гидры. Открыта Фрэнком Ливенвортом в 1886 году.
Галактика была открыта вместе с NGC 3140. Несмотря на то, что NGC 3141 имеет больший номер в Новом общем каталоге, она имеет меньшее прямое восхождение.
Этот объект входит в число перечисленных в оригинальной редакции «Нового общего каталога».